# ميشيل ديفيد
ميشيل ديفيد هو كاتب وصحفي وكاتب العمود كندي، ولد في 1951.